# Pseudocephalus formicides
Pseudocephalus formicides là một loài bọ cánh cứng trong họ Cerambycidae.